# Дољашница
Дољашница је насеље у Србији у општини Велико Градиште у Браничевском округу. Према попису из 2022. било је 284 становника.

## Прошлост
То село је 1899. године било у саставу општине Чешљевобарске Реке. Две године касније, по новој реорганизацији општина у Краљевини Србији, оно је у саставу општине Макце.

## Демографија
У насељу Дољашница живи 357 пунолетних становника, а просечна старост становништва износи 47,3 година (44,9 код мушкараца и 49,4 код жена). У насељу има 128 домаћинстава, а просечан број чланова по домаћинству је 3,20.
Ово насеље је углавном насељено Србима (према попису из 2002. године), а у последња три пописа, примећен је пад у броју становника.
|  |

| Демографија | Демографија | Демографија |
| Година      | Становника  | Становника  |
| ----------- | ----------- | ----------- |
| 1948.       | 872         |             |
| 1953.       | 838         |             |
| 1961.       | 822         |             |
| 1971.       | 815         |             |
| 1981.       | 774         |             |
| 1991.       | 768         | 533         |
| 2002.       | 409         | 706         |
| 2011.       | 304         |             |

| Етнички састав према попису из 2002.‍ | Етнички састав према попису из 2002.‍ | Етнички састав према попису из 2002.‍ | Етнички састав према попису из 2002.‍ | Етнички састав према попису из 2002.‍ |
| ------------------------------------ | ------------------------------------ | ------------------------------------ | ------------------------------------ | ------------------------------------ |
|                                      |                                      |                                      |                                      |                                      |
| Срби                                 | Срби                                 |                                      | 357                                  | 87,28%                               |
| Власи                                | Власи                                |                                      | 36                                   | 8,80%                                |
| Румуни                               | Румуни                               |                                      | 5                                    | 1,22%                                |
| Југословени                          | Југословени                          |                                      | 2                                    | 0,48%                                |
| непознато                            | непознато                            |                                      | 9                                    | 2,20%                                |

| Година пописа     | 1948. | 1953. | 1961. | 1971. | 1981. | 1991. | 2002. |
| ----------------- | ----- | ----- | ----- | ----- | ----- | ----- | ----- |
| Број домаћинстава | 190   | 182   | 176   | 159   | 146   | 143   | 128   |

| Број чланова      | 1  | 2  | 3  | 4  | 5  | 6  | 7 | 8 | 9 | 10 и више | Просек |
| ----------------- | -- | -- | -- | -- | -- | -- | - | - | - | --------- | ------ |
| Број домаћинстава | 22 | 37 | 18 | 13 | 24 | 11 | 3 | 0 | 0 | 0         | 3,20   |

| Пол    | Укупно | Неожењен/Неудата | Ожењен/Удата | Удовац/Удовица | Разведен/Разведена | Непознато |
| ------ | ------ | ---------------- | ------------ | -------------- | ------------------ | --------- |
| Мушки  | 173    | 35               | 118          | 15             | 5                  | 0         |
| Женски | 198    | 15               | 120          | 53             | 8                  | 2         |
| УКУПНО | 371    | 50               | 238          | 68             | 13                 | 2         |

| Пол    | Укупно                    | Пољопривреда, лов и шумарство | Рибарство                            | Вађење руде и камена | Прерађивачка индустрија       |
| ------ | ------------------------- | ----------------------------- | ------------------------------------ | -------------------- | ----------------------------- |
| Мушки  | 107                       | 91                            | 0                                    | 0                    | 1                             |
| Женски | 50                        | 47                            | 0                                    | 0                    | 1                             |
| УКУПНО | 157                       | 138                           | 0                                    | 0                    | 2                             |
| Пол    | Производња и снабдевање   | Грађевинарство                | Трговина                             | Хотели и ресторани   | Саобраћај, складиштење и везе |
| Мушки  | 0                         | 1                             | 7                                    | 1                    | 4                             |
| Женски | 0                         | 0                             | 0                                    | 0                    | 0                             |
| УКУПНО | 0                         | 1                             | 7                                    | 1                    | 4                             |
| Пол    | Финансијско посредовање   | Некретнине                    | Државна управа и одбрана             | Образовање           | Здравствени и социјални рад   |
| Мушки  | 0                         | 0                             | 1                                    | 0                    | 0                             |
| Женски | 0                         | 0                             | 0                                    | 1                    | 0                             |
| УКУПНО | 0                         | 0                             | 1                                    | 1                    | 0                             |
| Пол    | Остале услужне активности | Приватна домаћинства          | Екстериторијалне организације и тела | Непознато            | Непознато                     |
| Мушки  | 1                         | 0                             | 0                                    | 0                    | 0                             |
| Женски | 1                         | 0                             | 0                                    | 0                    | 0                             |
| УКУПНО | 2                         | 0                             | 0                                    | 0                    | 0                             |